# Felddiakonie

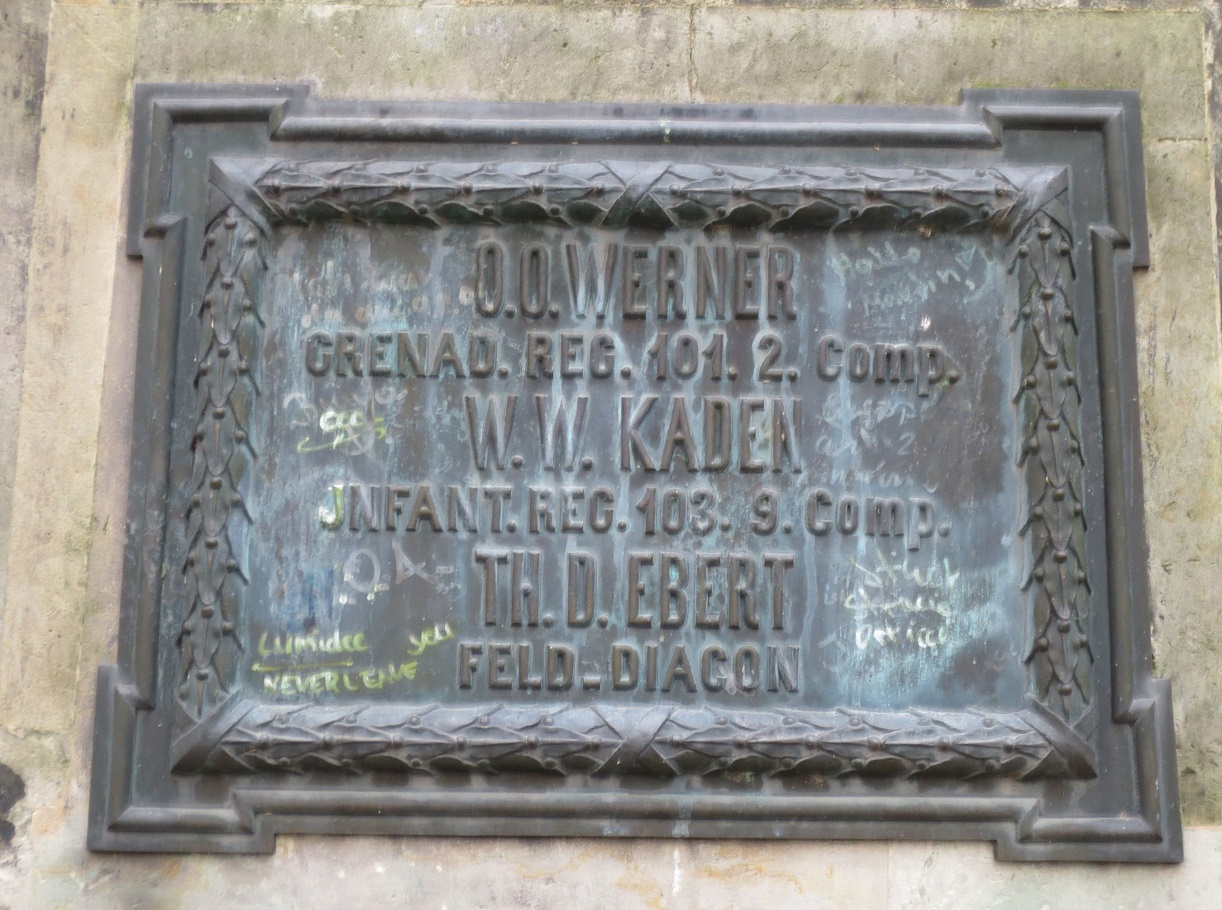
Gedenktafel für 3 Gefallen im 1. Weltkrieg in Chemnitz (letztgenannter war Feld-Diacon)

Die Felddiakonie wurde von Johann Hinrich Wichern begründet und war zuständig für die Pflege der Verwundeten auf dem Schlachtfeld und in den Lazaretten.
Zum ersten Mal nahm die so bezeichnete Felddiakonie ihre Arbeit im Deutsch-Dänischen Krieg von 1864 auf, doch wurden ihre Aufgaben und Arbeitsmöglichkeiten im anschließenden Deutschen Krieg und erst recht im Deutsch-Französischen Krieg 1870/71 wesentlich ausgeweitet. Wichern bildete zunächst kleinere Genossenschaften von Felddiakonen von zuletzt 360 Personen. Diese wurden ergänzt durch weitere Diakone, die unabhängig davon der Leiter der Pastoralgehülfen- und Diakonenanstalt in Duisburg, Richard Engelbert und  Hugo Woldemar Hickmann von der Diakonissenanstalt Dresden  entsandten.
Zur Felddiakonie gehörten neben Krankenpflegern und Krankenschwestern auch die Felddiakone, die den Patienten Zuspruch und Trost zu spenden hatten. Dies geschah nicht nur durch Gebete, sondern auch in praktischer Hilfestellung, zum Beispiel bei der Erledigung der Korrespondenz. Ihr Abzeichen war seinerzeit bereits die weiße Binde mit einem roten Kreuz.
Zum Dienst in der Felddiakonie wurden junge Männer, die unbescholten und gesund waren, einen Lehrgang in einem Krankenhaus absolviert hatten und das Versprechen unbedingten Gehorsams gegenüber militärischen Vorgesetzten leisteten, verpflichtet.